# فريق النخبة العالمية
فريق النخبة العالمية كان عبارة عن تحالف مصارعة محترف مكون من المصارعين المكروهين في الاتحاد الأمريكي للمصارعة توتال نون ستوب اكشن. تألفت المجموعة من مصارعين متعددي الثقافات يمثلون مختلف البلدان في جميع أنحاء العالم. ابتكرت المجموعة من قبل المصارع الكندي إريك يونغ، وكان لها موقف مناهض للولايات المتحدة بشكل رئيسي.

## التاريخ

### التكوين
ظهرت البذور الأولى لـفريق نحبة العالم في مارس 2009، عندما انضم المصارعون اليابانيون كيوشي وفريق نو ليميت (تيتسويا نياتو ويوجرو تاكاهاشي) إلى الشيخ عبد البشير، لتشكيل فصيل مناهض للولايات المتحدة (لم يذكر اسمه). لكن غادر فريق نو ليميت الشركة في وقت لاحق. في مايو، هاجم فريق الغزو البريطاني فريق ثري دي خلال مقابلة، مما أسعد كثيرا البشير وكيوشي اللذين كانا يبحثان شركاء جدد.
في عرض الامباكت بتاريخ 23 يوليو 2009 انضم إريك يونغ إلى فريق اي جي ستايلز وكريستفر دانيالز وبير موني انك لمواجهة الغزو البريطاني وكيوشي والباشير في مباراة فرق مؤلفة من عشرة رجال. ومع ذلك، في ختام المباراة، قام يانج بالانقلاب علي زملائه في الفريق عن طريق ضرب ستايلز ببالي درايفر وتركه ليتم تثبيته. أصبح إريك يونغ قائدًا لفصيل جديد اسمه النخبة العالمية أو نخبة العالم، يتألف من نفسه (يمثل كندا)، والبشير (يمثل إيران)، وكيوشي (يمثل اليابان)، والغزو البريطاني (يمثل المملكة المتحدة). في الأسبوع التالي، ظهر يونغ بمظهر جديد شمل رأسًا محلوقًا ومرتدي ملابس جديدة، حيث هزم دانييلز  بعد ان حصل علي مساعدة من قبل دوغ ويليامز وبروتوس ماغنوس علي الفوز ببطولة IWGP للفرق من فريق ثري دي.

### التحالف والخلاف مع الميني افينت المافيا
في حلقة 6 أغسطس 2009 من الامباكت! تم الكشف عن أن كيرت انجل وايريك يونج قد أبرما صفقة لتحويل المين ايفنت مافيا ونخبة العالم بدلا من كونهما فصائل إلى فصيل واحد خارق. في حلقة 10 سبتمبر 2009 من الامباكت! قام فريق نخبة العالم بتجنيد هوماسيد (تمثل بورتوريكو) في مجموعتهم، مما أدى إلى تحوله إلى مصارع مكروه في هذه العملية. في طبعة 1 أكتوبر 2009 من الامباكت! انتهى التحالف بين المين ايفينت مافيا ونخبة العالم انتهي بشجار شامل بين افراد الفريقين. في عرض باوند فور جلوري 2009 يونج بتثبيت كيفين ناش في نزال تهديد ثلاثي، تضمن أيضًا هرنانديز، للفوز ببطولة بطولة TNA للاساطير. في مباراة الفرق رباعية بقانون فوضي معدنية كاملة، فقد فريق الغزو البريطاني ألقاب IWGP لكنهم فازوا ببطولة التي ان ايه للفرق.
في عرض 29 أكتوبر 2009 من الامباكت! قام يونج بتغيير اسم بطولة الأساطير إلى «بطولة TNA العالمية» وادعى أنه لن يدافع عنها على أرض الولايات المتحدة أو ضد أي مصارع أمريكي. في نفس الليلة، بعد أن أعلنت انجل عن نهاية فريق المين ايفنت مافيا وتحولت إلى لمصارع محبوب، أصبح كيفن ناش أيضًا مصارع محبوب لأنه بدأ يقاتل ضد إريك يونغ والنخبة العالمية. ومع ذلك، في الشهر التالي في عرض تيرنيج بوينت 2009 ناش، ساعد عضوان في النخبة العالمية دوغ ويليامز ‏ وبروتوس ماغنوس على الاحتفاظ ببطولة، وبالتالي أصبحا مرة أخرى مصارعين مكروهين. في الحلقة التالية من الامباكت! هنأ ناش يونغ على التغلب عليه في باوند فور جلوري وانضم إلى النخبة العالمية، ومن المفارقات أن يصبح الممثل الأمريكي للفصيل في العملية على الرغم من الميول المناهضة للولايات المتحدة للفصيل. في عرض فاينال ريزولوشن، شارك البشير ناش وهوماسيد والبشير ويونج وتيري وكيوشي في مباراة "فايست اور فايرد" ، حيث خرج كل من ناش وتيري والبشير من المباراة بالحقائب على الرغم من أن يونج أمرهم بعدم الحصول على الحقائب. بعد المباراة، تم الكشف عن أن ناش قد حصل على لقب الفرق الذي يملكه بروتوس ماغنوس ودوج وليامز وتيري في بطولة اكس ديفيجن، في حين حصل البشير على حقيبة الطرد وكنتيجة لذلك سرح من TNA. في جينيسيس 2010، خسر ويليامز وماغنوس لقب الفرق أمام مات مورغان وهيرنانديز. في 27 يناير 2010، خسر إريك يونغ البطولة العالمية لرفيقه روب تيري زميل في فريق النخبة العالمية في معرض منزلي في كارديف، ويلز. وفي عرض الامباكت اليوم التالي ! ، استخدم ويليامز حقيبة «فايست اور فايرد» من التي اخذها من تيري للحصول على فرصة علي لقب الاكس دفجن الخاص باميزينج ريد وسرعان ما هزمه للفوز باللقب.

### الذوبان والانفصال
بعد فترة وجيزة، بدأ أعضاء النخبة العالمية في التركيز على أهداف منفصلة. في 4 يناير 2010 عرض الامباكت! انقلب هوماسيد علي كيوشي، وبعد ذلك غادر كلاهما النخبة العالمية. بعد أشهر من الإساءة، قام تيري أخيرًا الانقلاب علي ماجنوس وترك النخبة العالمية في حلقة 18 فبراير 2010 من الامباكت. بعد هزيمته من قبل تيري في ديستينشن اكس 2010، غادر ماجنوس النخبة العالمية، بينما انتقل واليامز إلى المصارعة في قسم الاكس دفجن. إريك يونغ وكيفن ناش أنهى النخبة العالمية وبانضمام سكوت هول لهم تم إعادة تشكيل الباند.

## البطولات والإنجازات
- اتحاد توتال نون ستوب اكشن ريسلينج 
  - بطولة IWGP للفرق (مرة واحدة) - ماغنوس ووليامز
  - بطولة TNA العالمية (مرتين) - يونغ (1) وتيري (1)
  - بطولة TNA للفرق (مرة واحدة) - ماغنوس ووليامز
  - بطولة TNA الاكس دفجن (مرة واحدة) - ويليامز
  - حقيبة فايست اور فايرد (2009 - حقيبة لقب الاكس دفجن) - تيري
  - حقيبة فايست اور فايرد (2009 - حقيبة لقب الفرق) - ناش
  - حقيبة فايست اور فايرد (2009 - حقيبة الطرد) - البشير